# 岡村美波
岡村 美波（おかむら みなみ、2004年10月20日 - ）は、日本の歌手、アイドル、DJ。女性アイドルグループBEYOOOOONDS、雨ノ森 川海のメンバー。
大阪府出身。アップフロントプロモーション所属。ハロプロ研修生加入前は、大阪府のローカルアイドルグループSunRisaで活動していた。

## 略歴
2017年
- 3月6日、島倉りか・日比麻里那・江口紗耶・土居麗菜・松永里愛・山田苺・中山夏月姫とともにハロプロ研修生に加入。

2018年
- 6月9日、Zepp Tokyoで開催された『Hello! Project 研修生発表会2018 6月 〜にじ〜』にて、高瀬くるみ・清野桃々姫が所属する新グループに前田こころ・山﨑夢羽とともに加入することを発表。

2019年
- 8月7日、『眼鏡の男の子/ニッポンノD・N・A!/Go Waist』でBEYOOOOONDSとしてメジャーデビュー。

2022年
- 10月20日、1st写真集『Miimi』を発売。

2023年
- 1月13日、Instagramを開設。

2025年
- 4月3日『GO! GO! REVS! 静岡ブルーレヴズ』の特別サポーターに就任。
- 8月23日、西日本出身のハロー!プロジェクトのメンバーによるユニット『ハロプロ西日本』に参加、所属事務所の先輩である杉田二郎の楽曲『戦争を知らない子供たち』のカバーを配信リリース予定。

## 人物
- メンバーカラーはピンク。血液型O型。
- 父はラグビーをやっていた[11]。また、NECグリーンロケッツの元キャプテンおよび元HCの岡村要はおじに当たる[12]。
- DJを特技とすべく、練習している[13]。
- 松浦亜弥の「♡桃色片想い♡」のMV動画をきっかけにハロー!プロジェクトに興味を持ち、モーニング娘。の追加メンバーオーディションを受ける[14]。目標の先輩は松浦亜弥[15]。
- 小学生向けファッション雑誌「DreamGirls」の元専属モデルで、2014年に行われた「第1回ドリームガールズ専属モデルオーディション」では、準グランプリを受賞。
- 特技：元素118個を記憶している[16][17]。

## 出演

### テレビ
- 御社でインターンよろしいでしょうか?（2024年12月28日、BS-TBS） - 同グループの西田汐里と共に出演

### ラジオ
- 西乃風ブラン堂ラジオ（2024年10月20日 - 、MBSラジオ）[18]

### アンバサダー
- テレビ朝日「メタメタ大作戦2025」スペシャルアンバサダー（2025年7月19日 - ）[19]

### イベント
- さわやか五郎42歳バースデーイベント2024 ～五郎は天下を取りにいく～（2024年9月8日、渋谷DAIA） - ゲスト

### 舞台
- 演劇女子部『タイムリピート〜永遠に君を想う〜』（2018年9月28日 - 10月8日、全労済ホール/スペース・ゼロ） - エリー 役
- 全労済ホール/スペース・ゼロ提携公演 演劇女子部「不思議の国のアリスたち」（2019年4月18日 - 29日、全労済ホール/スペース・ゼロ） - ピンク 役
- こくみん共済 coop ホール／スペース・ゼロ提携公演 演劇女子部「リボーン〜13人の魂は神様の夢を見る〜」（2019年11月14日 - 24日、こくみん共済 coop ホール／スペース・ゼロ） - モーツァルト 役
- こくみん共済 coop ホール(全労済ホール)／スペース・ゼロ提携公演 演劇女子部「アラビヨーンズナイト」（2020年10月9日 - 18日、こくみん共済 coop ホール／スペース・ゼロ） - 内藤しとね 役
- こくみん共済 coop ホール(全労済ホール)／スペース・ゼロ提携公演 演劇女子部「眠れる森のビヨ」（2021年4月16日 - 25日、こくみん共済 coop ホール／スペース・ゼロ） - ユッコ 役
- こくみん共済 coop ホール(全労済ホール)／スペース・ゼロ提携公演 演劇女子部「ビヨサイユ宮殿」（2022年11月11日 - 20日、こくみん共済 coop ホール／スペース・ゼロ） - コクリコ 役
- 演劇女子部「ビヨスパイ～消えたアタッシュケース～」（2023年11月11日 - 19日、こくみん共済 coop ホール／スペース・ゼロ / 11月23日 - 26日、サンケイホールブリーゼ） - ナナミ 役

## 書籍

### 写真集
- Miimi（2022年10月20日、オデッセー出版、撮影：下田直樹） ISBN 978-4-908643-81-1[6]

## 参加ユニット
- BEYOOOOONDS（2018年 - ）
- 雨ノ森 川海（2018年 - ）
- ハロプロ・オールスターズ（2018年 - 2020年）
- ハロプロ西日本（2025年 - ）